# Zonophora nobilis
Zonophora nobilis là loài chuồn chuồn trong họ Gomphidae. Loài này được Belle mô tả khoa học đầu tiên năm 1983.